# Javier Claudio Portales
Javier Claudio Portales (Málaga, 1966) violinista, y pedagogo español.

## Biografía
Nieto del violinista Joaquín Claudio Martín, recibió sus primeras clases de su abuelo. Posteriormente, amplió su formación en España, Luxemburgo y Austria con los violinistas Agustín León Ara, Igor Ozim y Michael Grube, respectivamente. Fue distinguido con el premio fin de carrera "cum laude" y ha desarrollado una importante labor como pedagogo e intérprete, integrando diferentes formaciones sinfónicas como primer violín y concertino, y de música de cámara como el dúo de violines "I. Pleyel", Trío F.Schubert. Fundador de la Joven Orquesta de Cámara Rosa Faria de Málaga, actualmente ocupa una cátedra de violín en el Conservatorio Superior de Málaga e integra el trío Barroco de Málaga, el dúo de violín y piano "Claudio-Peralta" y el "Trío Mitjana".a

## Publicaciones
- Colaborador de las revistas musicales Filomúsica y Hoquet (Revista del Conservatorio Superior de Málaga).
- CLAUDIO PORTALES, J.; TORÉS: El joven violinista,-4 cuadernos+cd- Ediciones Si bemol, 1991.
- CLAUDIO PORTALES, J.; TORÉS, A.; LÓPEZ, O.: El joven violista, Ediciones Si bemol, 1995.
- CLAUDIO PORTALES, Javier: Los instrumentos de la orquesta, Ediciones Si bemol, 1995.
- CLAUDIO PORTALES, Javier: El arte del violín. Ediciones Mega, 1999
- CLAUDIO PORTALES, Javier: Técnica básica para violinistas. Málaga: Ediciones Maestro, 2001
- CLAUDIO PORTALES, Javier: Álbum para violín II. Málaga: Ediciones Maestro, 2003
- CLAUDIO PORTALES, Javier: Álbum para violín I. Málaga: Ediciones Maestro, 2002
- CLAUDIO PORTALES, Javier: Álbum para violín (Preparatorio). Málaga: Ediciones Maestro, 2003
- CLAUDIO PORTALES, Javier; MARTÍNEZ, Ángela: Pensagramas. Málaga: Ediciones Maestro, 2004
- CLAUDIO PORTALES, Javier, CAMPOS BLANCO,J. Antonio: 42 Estudios para violín. Ediciones Mega. 2000